# Páez (Portuguesa)
Pour les articles homonymes, voir Páez.
Páez est l'une des quatorze municipalités de l'État de Portuguesa au Venezuela. Son chef-lieu est Acarigua. En 2011, la population s'élève à 177 175 habitants.

## Géographie

### Subdivisions
La municipalité possède trois paroisses civiles et une parroquia capital, traduite ici par « capitale » (en italiques et suivie d'une astérisque) avec, chacune à sa tête, une capitale (entre parenthèses) :
- Capitale Páez * (Acarigua) ;
- Payara (Payara) ;
- Pimpinela (Pimpinela) ;
- Ramón Peraza (Mijagüito).